# Stopfen (Handarbeit)

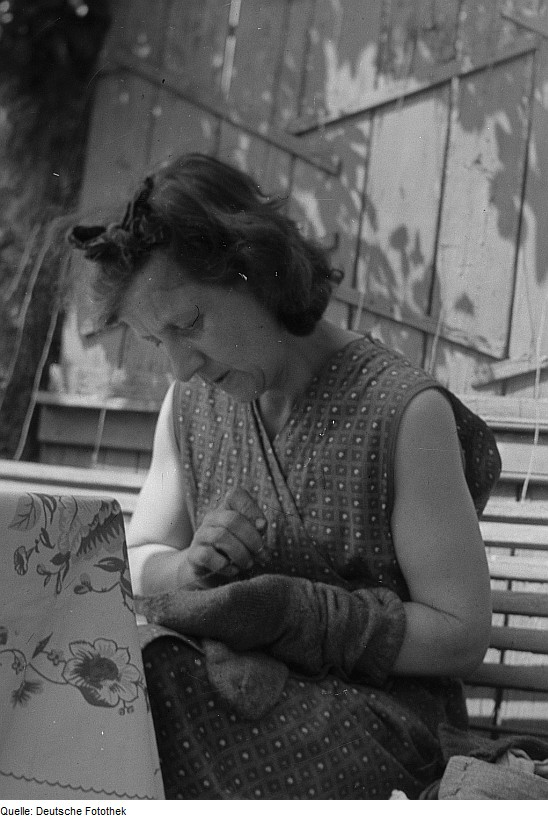
Frau beim Stopfen einer Socke

Das Stopfen ist eine Nadelarbeit, durch die die fehlenden oder zerrissenen Fäden einer Strickarbeit oder eines Gewebes ersetzt werden.
Beim Stopfen einer Strickarbeit wird möglichst dasselbe Material verwendet, aus dem das beschädigte Stück hergestellt ist. Zum Stopfen eines Kleiderstoffs werden am besten ausgezogene Fäden eines neuen Stücks desselben Stoffes genommen, wo dieser nicht zur Verfügung steht können die Fäden auch an einer nicht sichtbaren Stelle des Kleidungsstücks entnommen werden. Bei leinenen Geweben wird Glanzgarn, bei baumwollenen oder wollenen Stopfgarn (Twist) verwendet.
Die Stopffäden dürfen nur lose gedreht sein, damit sie gut füllen. Die Stopfnadeln sind lang, vom Anfang bis zum Ende fast gleich stark, haben ein ovales Öhr und eine stumpfe Spitze. Da die Stopfe möglichst genau das Gewebe nachahmen soll, gibt es verschiedene Stopfstiche (Leinen-, Köper-, Damast-, Tüll-, Maschenstich und so weiter).
Die Gewebestopfen unterscheiden sich durch die zur Herstellung des Musters verschiedene Anzahl der aufgenommenen Fäden. Die Strickstopfe bildet Maschen, die Tüllstopfe ahmt die eigentümliche, aber gleichmäßige Art des Gewebes nach. Zur Herstellung einer Gewebestopfe werden zuerst die parallel nebeneinander liegenden Kettenfäden eingezogen und danach die quer durchlaufenden Einschlagfäden, mit denen das Muster gebildet wird. Beide müssen so weit durch den Stoff gezogen werden, wie derselbe schadhaft ist. Alle Gewebestopfen werden auf der linken Seite ausgeführt. Zum Stopfen einer Strickerei wird außer der Maschen- auch die Gitterstopfe verwendet, die vollkommen der Leinwandstopfe gleicht. Die Fäden des Tülls laufen in drei Richtungen. Zuerst werden die schrägen, sich kreuzenden Fäden eingezogen und dann die waagerechten, die die andern befestigen. 
Als Hilfsmittel werden beim Stopfen häufig ein metallener Fingerhut (erleichtert das Durchdrücken der Nadel), sowie ein Stopfpilz oder ein Stopfei verwendet.
Bis weit ins 20. Jahrhundert hatte das Stopfen auch in der Westlichen Welt eine große Bedeutung als häusliche Handarbeit, da Kleidung und Wäsche verhältnismäßig teuer waren und deshalb möglichst lange verwendet werden sollten. Heute wird es dagegen deutlich seltener praktiziert, da etwa Strümpfe und Socken so billig verkauft werden, dass der Aufwand einer Reparatur durch Stopfen nicht mehr lohnend erscheint.
Im 21. Jahrhundert werden zum häuslichen Webstopfen gelegentlich spezielle einfache Geräte (Speedweve) verwendet.

## Stopfmuster
Beim Stopfmuster handelt es sich um eine ebenso einfache wie sehr alte Sticktechnik, bei der kontrastreiche Fäden mit Reihen von Laufstichen in den Grundstoff ein- und ausgewebt werden, wobei die Richtung am Ende jeder Reihe umgekehrt wird. Durch Variation der Stichlänge lassen sich geometrische Muster erzeugen. Traditionelle Stickereien mit Stopfmustern findet man in Afrika, Japan, Nord- und Osteuropa, im Nahen Osten, in Mexiko und Peru.

## Kuriosa
Von Konrad Adenauer wurde neben anderen Dingen auch das innenbeleuchtete Stopfei als Patent angemeldet. (Die Erteilung wurde ihm versagt.)